# Campeonato Mundial de Hockey sobre Hielo Masculino de 1994
El LVIII Campeonato Mundial de Hockey sobre Hielo tuvo lugar en Italia del 25 de abril al 8 de mayo de 1994. Las sedes del mundial fueron Bolzano, Canazei y Milán.
Doce equipos tomaron parte, que en la primera ronda se dividieron en dos grupos de seis, avanzando los cuatro mejores equipos de cada grupo a la disputa de los cuartos de final. Canadá derrotó Finlandia en la final para ganar el Campeonato del Mundo por primera vez desde 1961 en lo que supuso su vigésimo título mundial.

## Clasificación final
| Rank   | País            |
| ------ | --------------- |
| Oro    | Canadá          |
| Plata  | Finlandia       |
| Bronce | Suecia          |
| 4      | Estados Unidos  |
| 5      | Rusia           |
| 6      | Italia          |
| 7      | República Checa |
| 8      | Austria         |
| 9      | Alemania        |
| 10     | Francia         |
| 11     | Noruega         |
| 12     | Reino Unido     |

- Datos: Q1316044